# I Heard It Through the Grapevine (album)
I Heard It Through the Grapevine studijski je album američkog glazbenika Marvina Gayea, koji izlazi 1968. godine.
Album je izvorno objavljen pod nazivom In the Groove i prvi je solo studijski album Marvina Gayea izdan u zadnje dvije godine. Tijekom tog vremena Gaye je stekao pjevačku popularnost zajedno u duetu sa ženskim R&B izvođačima poput Kim Weston i Tammi Terrell. Album i njegova naslovna skladba smatraju se kao komercijalni Gayev proboj na tržište.

## Koncept
Do 1968. godine Marvin Gaye je objavio samo nekoliko solo singlova nakon 1965.g. Od njegovog dueta s Kimi Weston u skladbi "It Takes Two" i dueta s Tammi Terrell u skladbama "Ain't No Mountain High Enough" i "Your Precious Love" između ostalog, Marvin objavljuje samo jedan singl, "Your Unchanging Love", kojemu je najveći uspjeh bio #33 na 'Billboardovoj Hot 100' top ljestvici.
Izdavačka kuća Motown dovodi Marvina nazad u studio kako bi objavio novi studijski album. Na snimanju su se pojavile određene poteškoće, pošto je Marvinov život u to doba prolazio kroz određene tranzicije. Možda slučajno ili ne, njegovi novi suradnici Norman Whitfield i njegov učenik Frank Wilson, počeli su pisati skladbe koje su se odnosile na njegov kaotičan život. Marvinov brak s Anna Gordy bio je vrlo turbulentan kao i njegov život na cesti dok je odrastao, velika antipatija prema živim izvedbama i njegova osobna neslaganja s Berryjem Gordyjem, počeli su stvarati velike nesporazume u odnosima s Motown izdavačem.
Vrhunac tih zbivanja desio se u listopadu 1967. i nastupa u 'Hampton Institutu', gdje je Tammi Terrell bila priljubljena uz Marvina kako bi prikrila svoju iscrpljenost (koja je bila uzrokovana bolešću), dok je Gaye čekao odlazak u vojsku. Terrell je kasnije na kraju godine uspostavljena dijagnostika tumora mozga, a Marvin nakon toga pada u veliku depresiju. Mnogi su mišljenja da su bolesti i smrti Tammi Terrell, kasnije nakon dvije i pol godine imali veliki utjecaj na Gayea da ode iz soul stila na isti način kao i njegov idol Sam Cooke, koji je imao veći gospel utjecaj od soul pjevača u nivou Otisa Reddinga, Jamesa Browna i Temptationsa. Iako su Marvin i Norman navodno dosta raspravljati za vrijeme snimanja albuma, Norman nije mogao dobiti od Marvin ono što je on pružao u vrijeme dok je pjevao u duetu početkom 1970.g.
Kada je Whitfield Grapevine predstavio producentu Berrjyu Gordyju, ovaj je bio zapanjen i komentirao je kako "ovdje nema hitova" i da je Marvin "sišao".

## Popis pjesama
1. "You" (Jeffrey Bowen, Jack Coga, Ivy Jo Hunter)  – 2:25
2. "Tear It On Down" (Nickolas Ashford, Valerie Simpson)  – 2:35
3. "Chained" (Frank Wilson)  – 2:38
4. "I Heard It Through the Grapevine" (Barrett Strong, Norman Whitfield)  – 3:14
5. "At Last (I Found a Love) (Gaye, Anna Gordy Gaye, Elgie Stover)  – 2:37
6. "Some Kind of Wonderful" (Gerry Goffin, Carole King)  – 2:19
7. "Loving You Is Sweeter Than Ever" (Ivy Jo Hunter, Stevie Wonder) – 2:43
8. "Change What You Can" (Gaye, Anna Gordy Gaye, Elgie Stover)  – 2:37
9. "It's Love I Need" (Stephen Bowden, Ivy Jo Hunter)  – 2:54
10. "Every Now And Then" (Eddie Holland, Frank Wilson)  – 3:06
11. "You're What's Happening in the World Today" (George Gordy, Robert Gordy, Allen Story)  – 2:19
12. "There Goes My Baby" (Benjamin Nelson, Lover Patterson, George Treadwell)  – 2:24

## Izvođači
- Prvi vokal: Marvin Gaye
- Prateći vokali:
  - The Andantes
    - Marlene Barrow
    - Jackie Hicks
    - Louvain Demps

  - The Originals
    - Freddie Gorman
    - Walter Gaines
    - Henry Dixon
    - Joe Stubbs
    - C.P. Spencer
- Instrumenti: The Funk Brothers
- Producenti: Norman Whitfield, Ivy Jo Hunter, Frank Wilson, Holland & Dozier

## Vanjske poveznice
- Allmusic.com - I Heard It Through the Grapevine! - Marvin Gaye